# Moussa Faki
Moussa Faki Mahamat (* 21. června 1960 Biltine) je čadský politik a diplomat.
Pochází z národa Zagháwů a je synem muslimského duchovního. Vystudoval práva na univerzitě v Brazzaville. Za vlády Hissèna Habrého žil v exilu. V roce 1991 se vrátil do vlasti a stal se členem Hnutí za národní spásu, které vedl Idriss Déby. Od roku 1996 do roku 1999 stál v čele státního cukrovarnického koncernu, v letech 2002 až 2003 byl ministrem dopravy a veřejných prací, v letech 2003 až 2005 byl předsedou čadské vlády a v letech 2008 až 2017 ministrem zahraničních věcí.
V březnu 2017 byl zvolen do čela Komise Africké unie. V únoru 2021 byl ve funkci potvrzen na další čtyřleté období.